# Nupserha pseudinfantula
Nupserha pseudinfantula är en skalbaggsart som beskrevs av Stefan von Breuning 1948. Nupserha pseudinfantula ingår i släktet Nupserha och familjen långhorningar. Inga underarter finns listade i Catalogue of Life.